# Yūji Horii
Yūji Horii (jap. 堀井 雄二 Horii Yūji; ur. 6 stycznia 1954 w Sumoto) - japoński twórca gier komputerowych. Autor serii gier Dragon Quest.

## Wybrane prace
- Portopia Renzoku Satsujin Jiken (1983)
- Karuizawa Yūkai Annai (1985)
- Dragon Quest (1986)
- Dragon Quest IV (1990)
- Dragon Quest V (1992)
- Torneko no Daibouken - Fushigi no Dungeon (1993)
- Dragon Quest VI (1995)
- Chrono Trigger (1995)
- Dragon Warrior III (1996)
- Dragon Quest Monsters (1998)
- D-2 (1999)
- Dragon Quest VII (2000)
- Dragon Quest I & II (2000)
- Dragon Quest Monsters 2: Cobi's Journey (2001)
- Dragon Quest IX (2009)